# エリゼウ・ヴィスコンティ
エリゼウ・ディアンジェロ・ヴィスコンティ（Eliseo d'Angelo Visconti、1866年7月30日イタリア、ジッフォーニ・ヴァッレ・ピアーナ – 1944年10月15日ブラジル、リオデジャネイロ）は、イタリア出身のブラジル人画家、漫画家、教育者。彼はブラジルにおける数少ない印象派の画家で、同国におけるアール・ヌーヴォーの創始者であると考えられている。

## 略歴
イタリア南部のジッフォーニ・ヴァッレ・ピアーナで生まれ、8歳になった1873年に、姉とブラジルに移住した。工芸学校(Liceu de Artes e Ofícios）で学んだ後、リオデジャネイロの帝国美術学校(Academia Imperial de Belas Artes)に入学し、メイレレス(Vitor Meirelles)、アモエド(Rodolfo Amoedo) 、ベルナルデリ(Henrique Bernardelli)らに学んだ。1892年にヨーロッパへの留学奨学金を受け、フランスの国立高等美術学校(École nationale supérieure des beaux-arts)やアカデミー・ジュリアンで学び、国立高等装飾美術学校でウジェーヌ・グラッセに指導を受けた。印象派の画家たちの作品から影響を受けた。パリの展覧会に出展し、1900年のパリ万国博覧会の展覧会では銀賞を受賞した。ブラジルに帰国し、リオデジャネイロやサンパウロで展覧会を開いた後、再びヨーロッパに渡り1905年のサロン・ド・パリに出展した。国立美術学校(Escola Nacional de Belas Artes)に改名された、リオデジャネイロの美術学校の教授に1906年に選ばれ、翌年ブラジルに戻り教授に就任し、1913年までその仕事を続けた。1900年頃から印象派のスタイルで作品を描いた。

## 作品

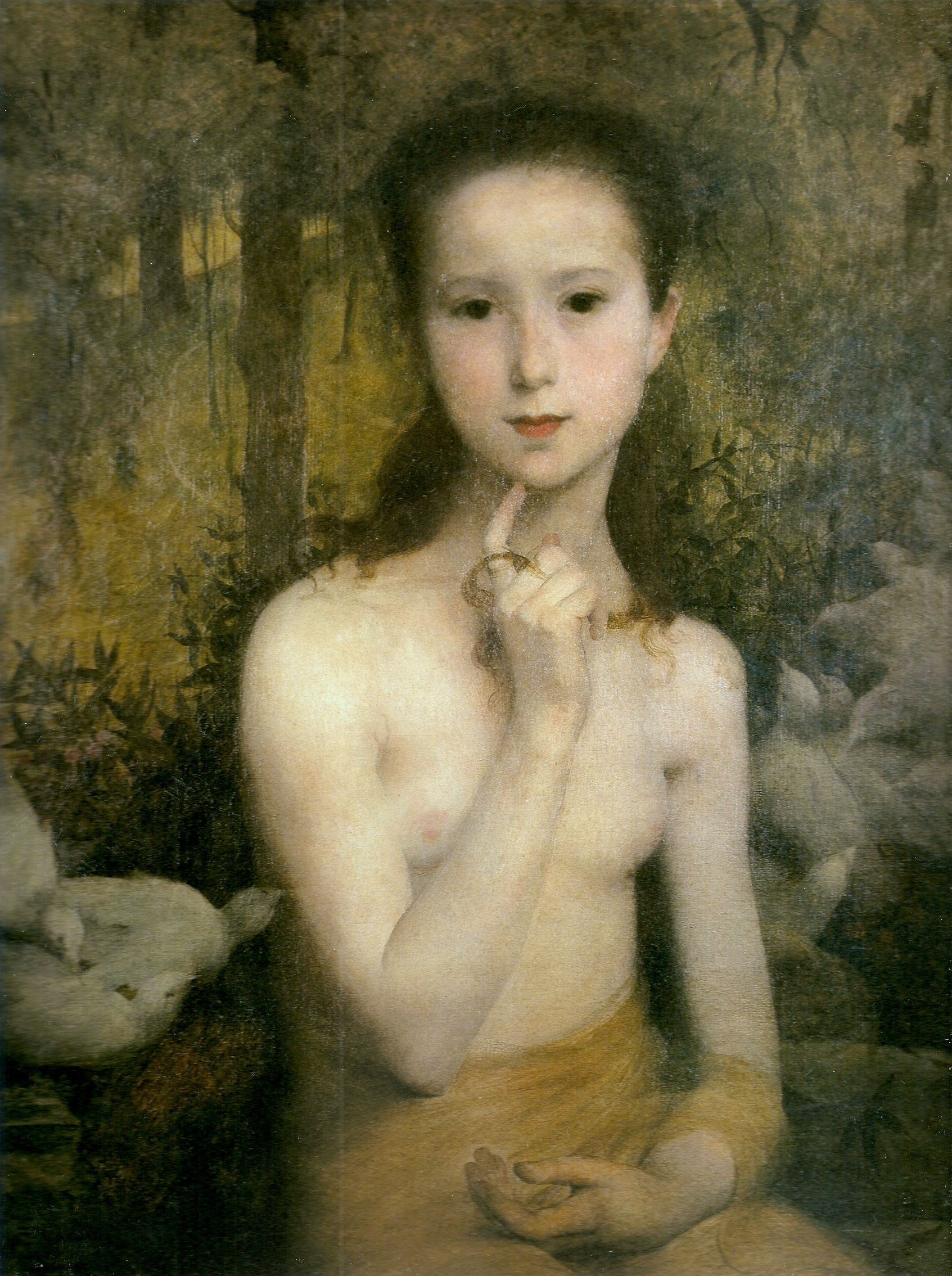
『若さ』1898年
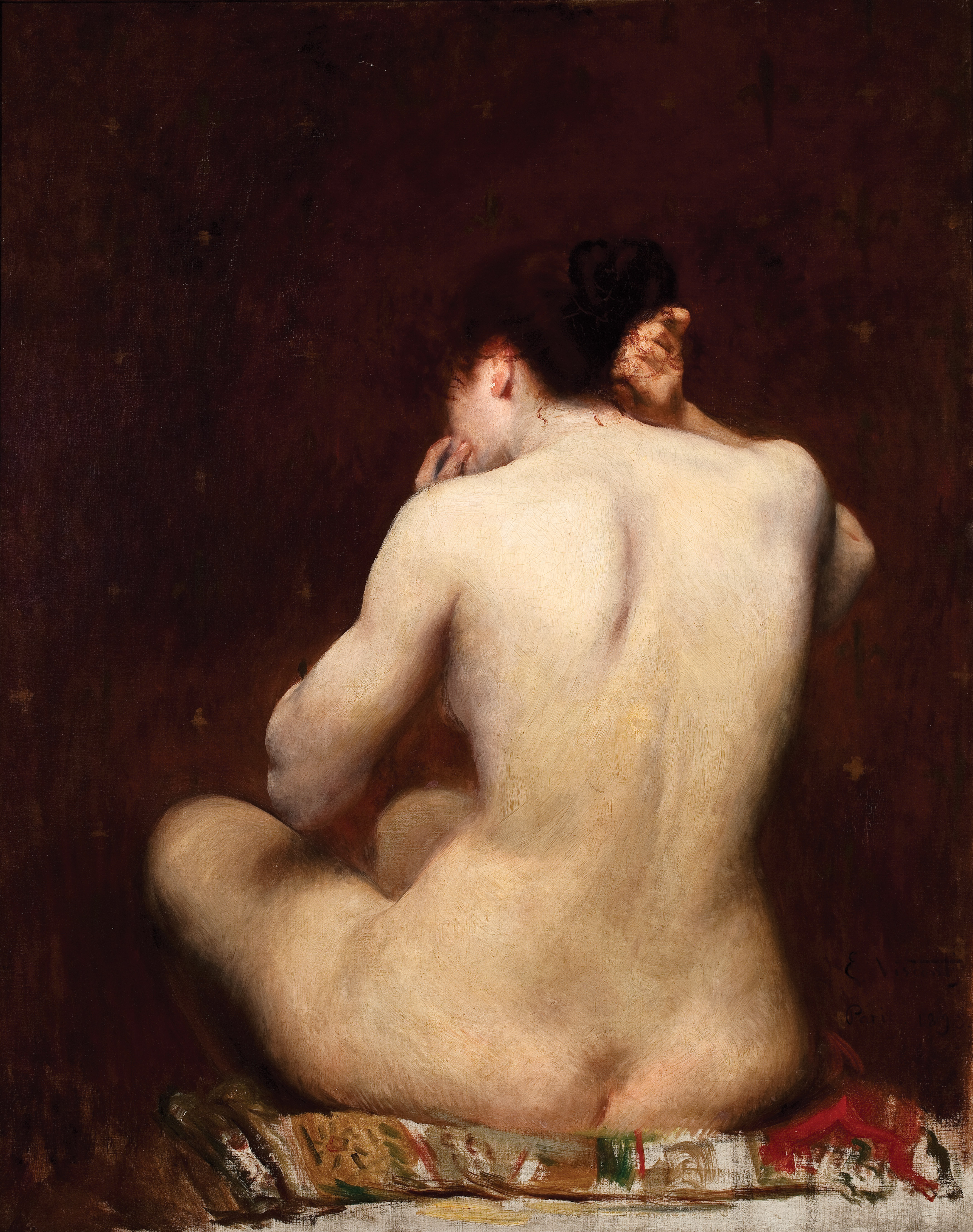
『女性の背中』1895年
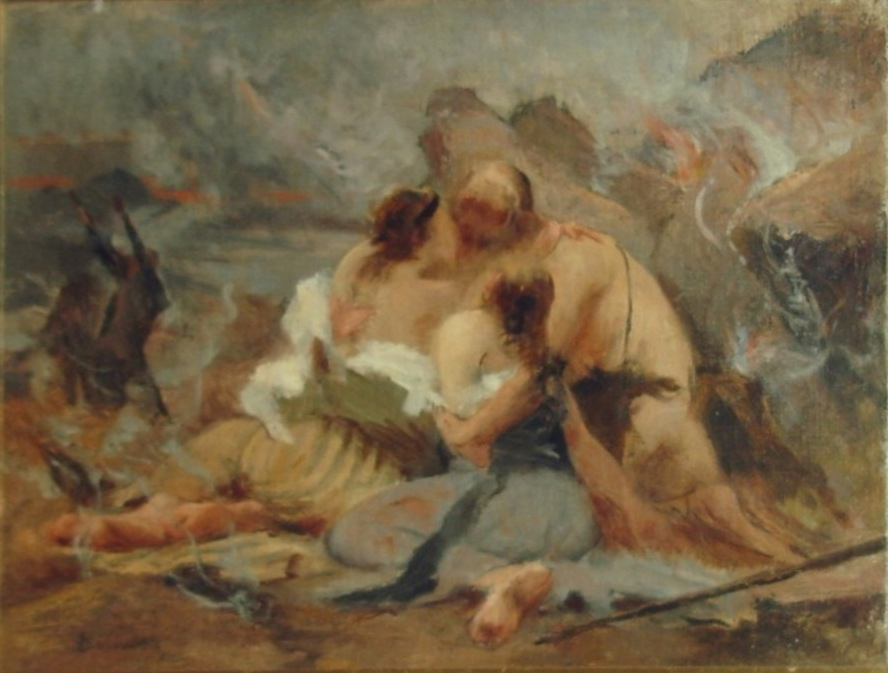
『ロトとその娘たち』1913年頃
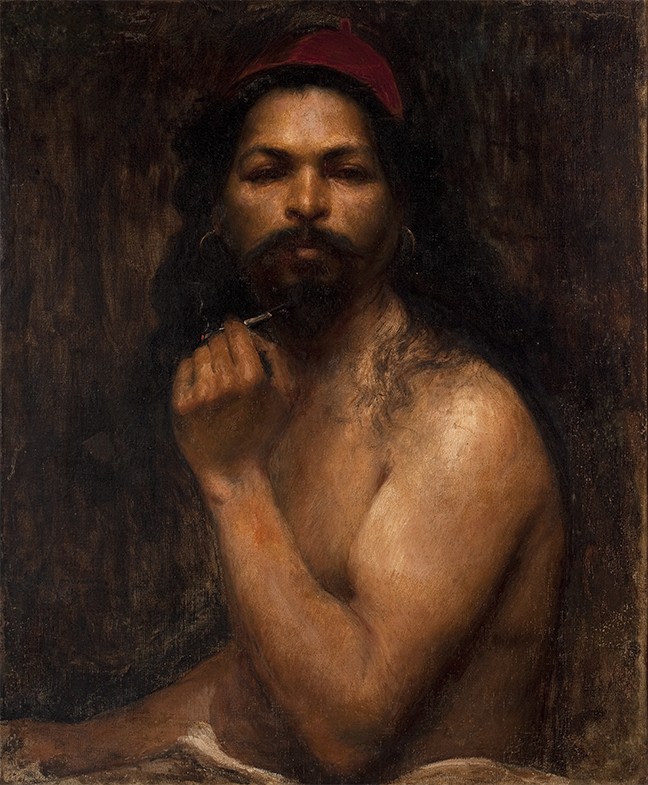
『赤い帽子の男』1894年
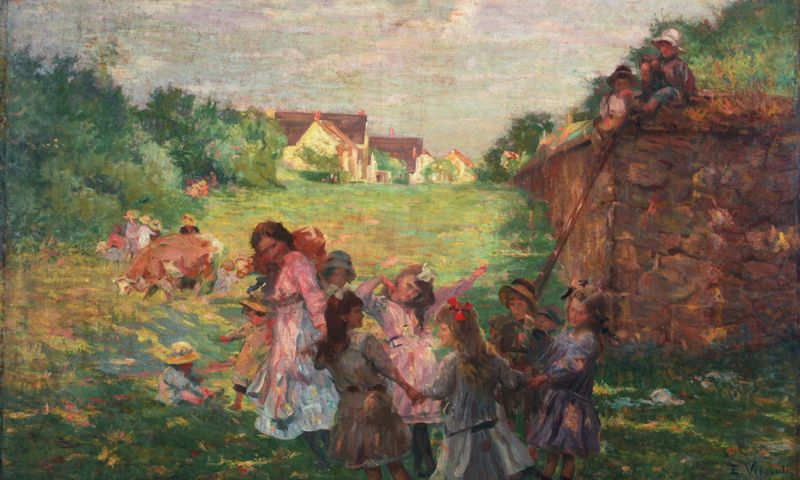
『子供たちの輪』1918年頃
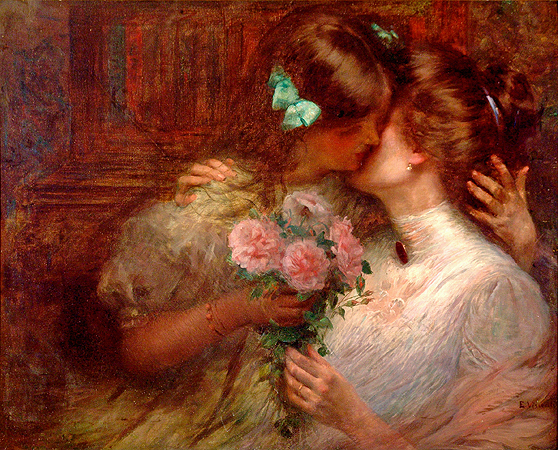
『キス』1910年

### 商業美術

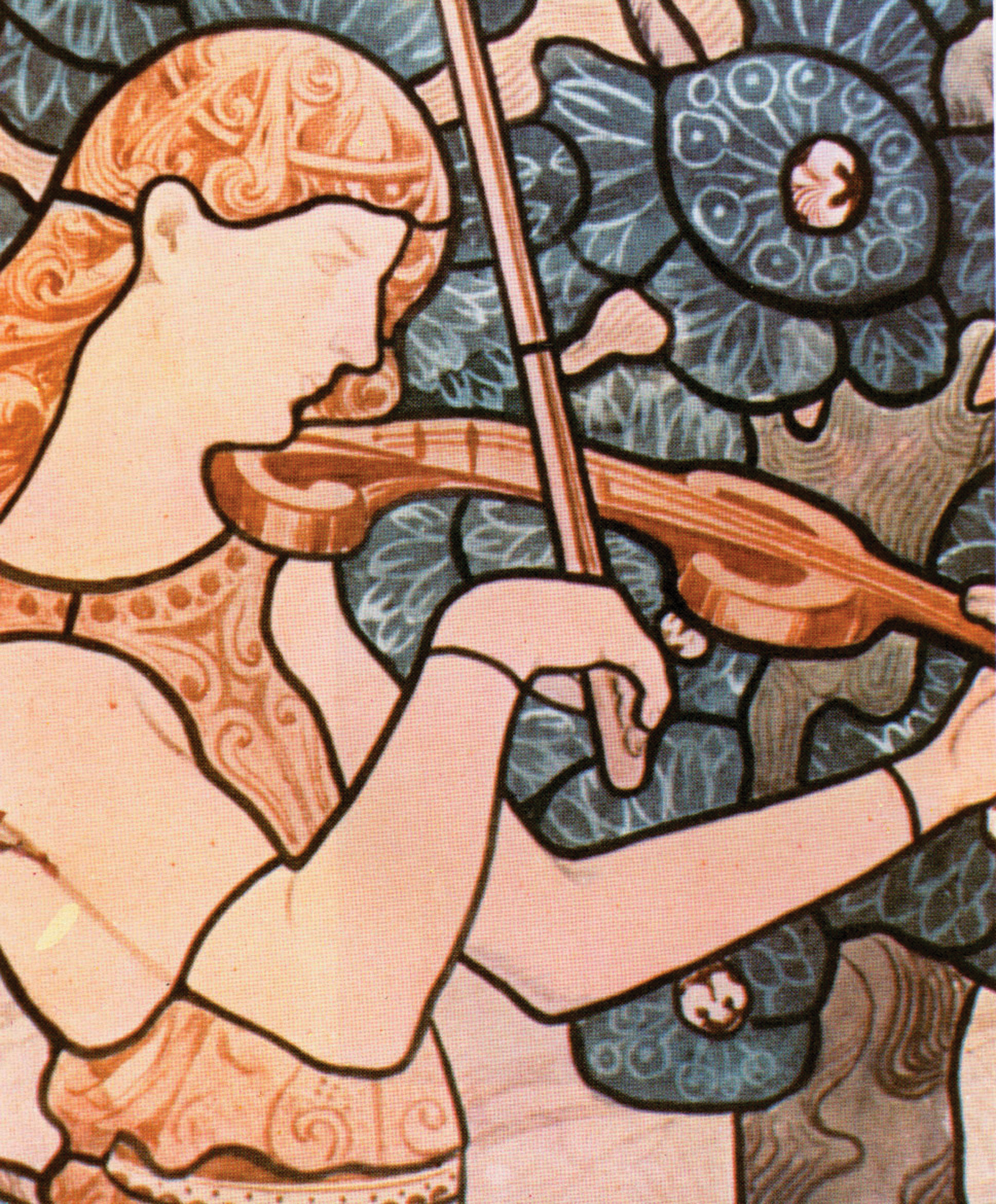
(1898)
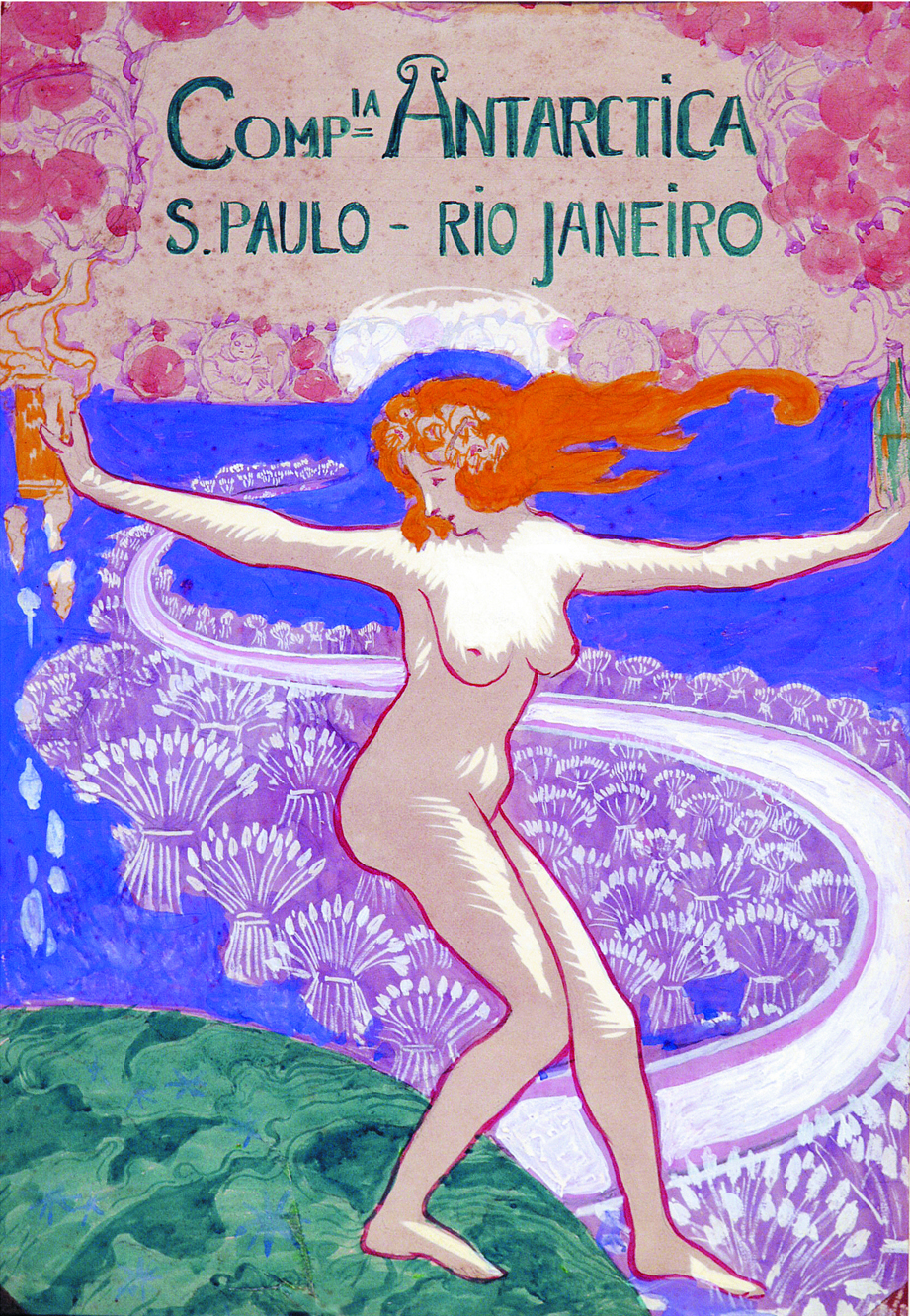
(1920)
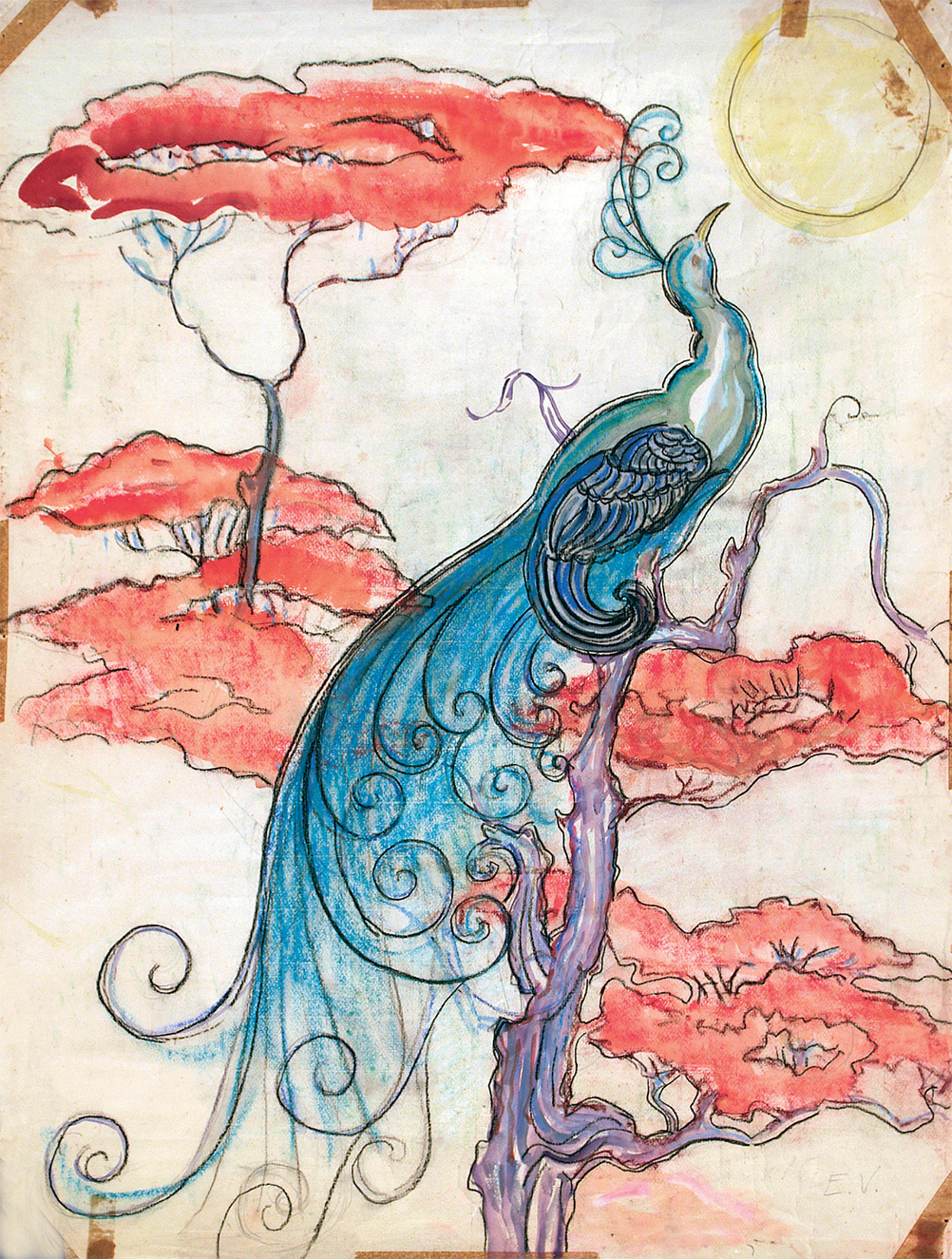
(1900)
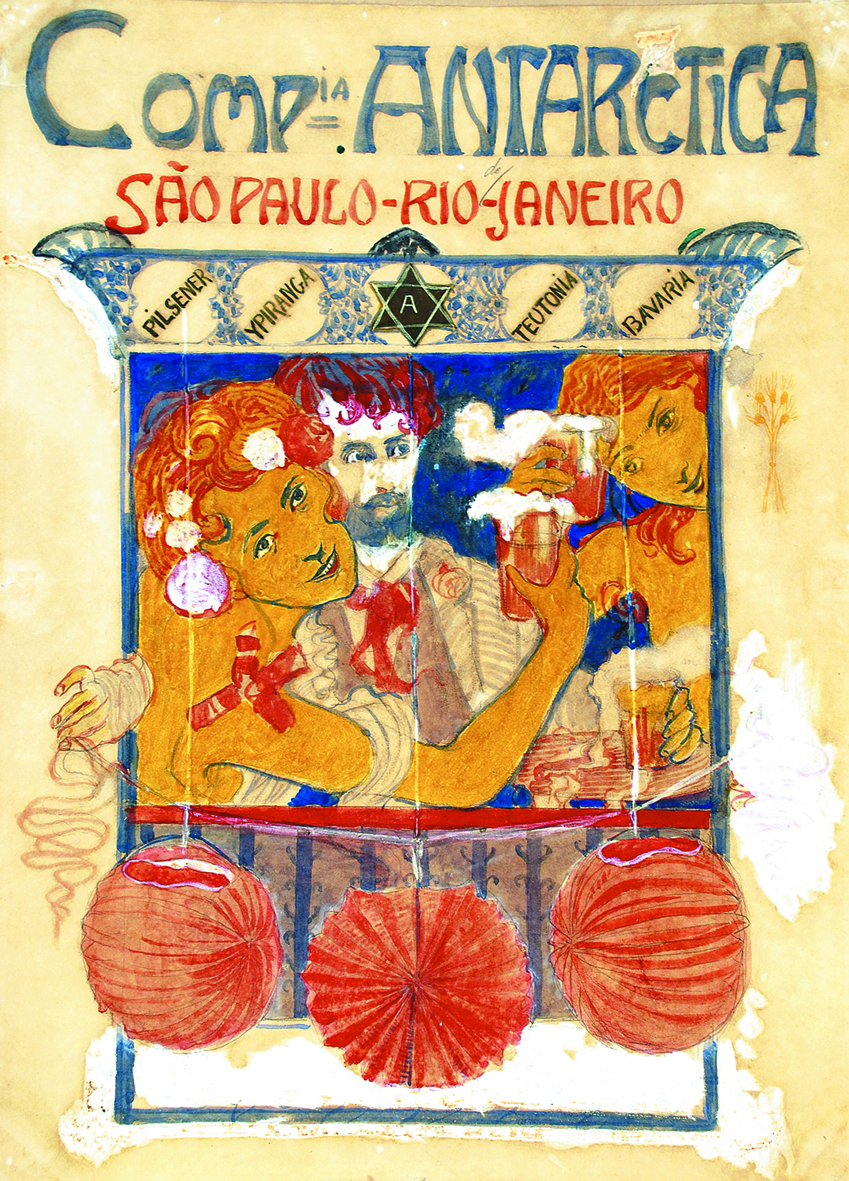
(1920)
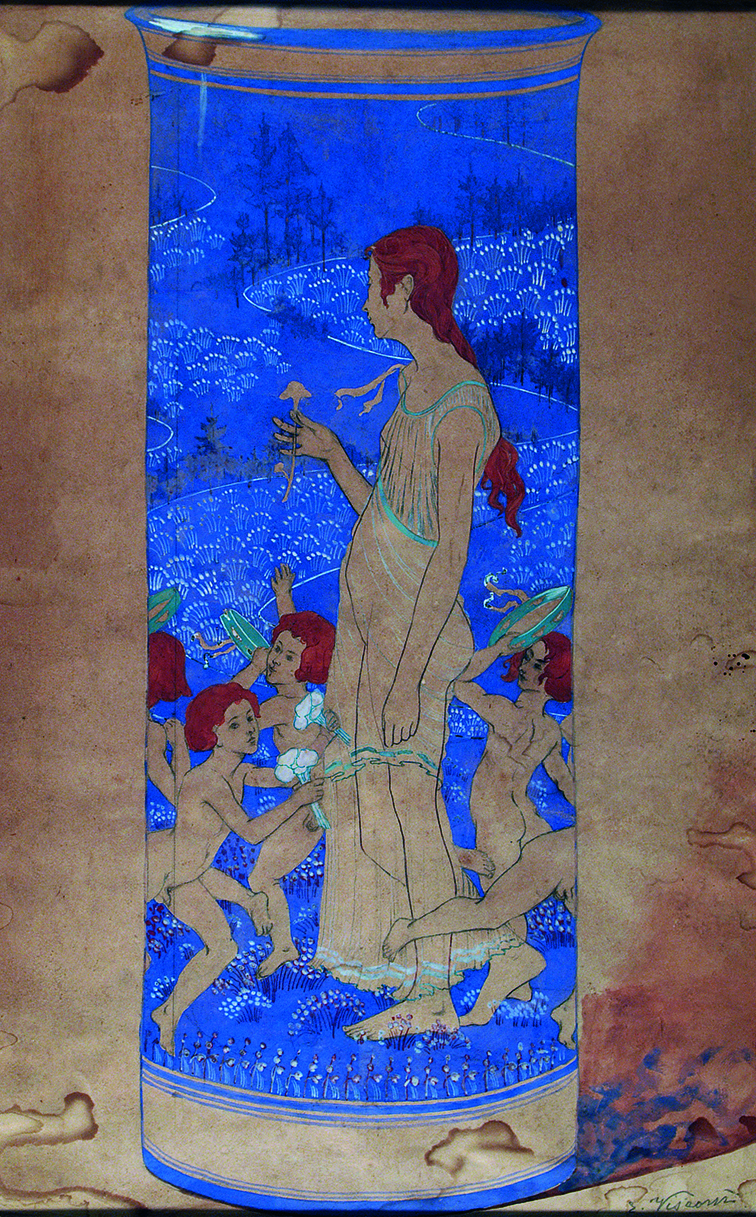
(1900)